# Рваса, Агатон
Агатон Рваса  (рунди и фр. Agathon Rwasa; январь 1964, провинция Нгози, Бурунди) — бурундийский политик, вице-президент бурундийского парламента. Лидер Сил национального освобождения (Forces pour la Libération Nationale, FNL) или (прежнее название) Партии освобождения народа хуту.

## Биография
Родился в многодетной семье хуту. Образование получил в Университете Бурунди.
В возрасте 20 лет стал руководителем объединения молодых интеллектуалов. После окончания Университета он, как и большинство других интеллектуалов хуту в регионе, разыскивался правительством, так как был ответственен за резню в Гатумбе, в результате которой было убито 166 представителей меньшинства тутси.
Был членом политбюро и быстро поднялся до поста лидера Сил Национального освобождения (СНО). После 20 лет в буше в 2008 году вернулся домой.
СНО обвинялись также в использовании сотен детей-солдат, а также в убийстве и нанесении увечий женщинам, детям и младенцам.
В сентябре 2006 г. СНО подписали с правительством мирное соглашение.
Бывший лидер повстанческой группировки «Национальные силы за освобождение» баллотировался в президенты на президентских выборах 2010 года, но затем снял свою кандидатуру.
В 2010 по 2013 год – скрывался от властей, заявив, что ему грозит арест за якобы дестабилизацию страны после выборов.
Также баллотировался на президентских выборах в Бурунди в 2015 году, как независимый кандидат от 17 оппозиционных партий. Занял второе место по количеству голосов (после победителя Пьера Нкурунзизы) набрав 18,99%. После этих выборов ему была предложена должность вице-спикера парламента. 18 марта 2024 года правительство Бурунди принимает к сведению решения внеочередного съезда, организованного «Национальным конгрессом за свободу», и больше не признаёт Агатона Рвасу главным лидером партии.